# Чойинг Дордже

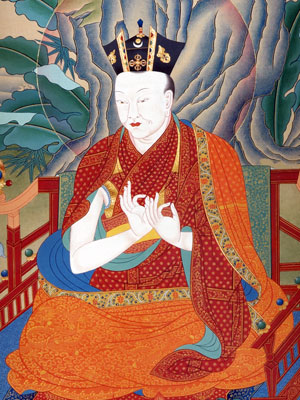
Десятый Кармапа, Чойинг Дордже

Чойинг Дордже (1604—1674) — Десятый Кармапа, глава школы Кагью Тибетского буддизма.
Чойинг Дордже родился в Кайтри Танг, провинция Голок, Амдо. В восемь лет он был узнан Шестым Шамарпой Мипамом Чокьи Вангчуком и получил полную передачу Кагью. Он много путешествовал по Тибету. В то время политическая обстановка в стране была нестабильной, потому что Далай-лама V и хошоутский Гуши-хан пытались захватить контроль над Центральным Тибетом. Армия атаковала Шигаце и обратила многие монастыри в школу Гелуг. Гражданская война разрослась настолько, что Чойинг Дордже покинул Тибет, назначив Гошира Гьялцаба временным правителем. Школа Кагью была практически полностью истреблена в провинции Цанг, но все еще оставалась в Амдо и Кхаме.
Во время своего изгнания Чойинг Дордже много путешествовал по Бутану, Юньнани, Бирме и Непалу, основав множество монастырей. Он вернулся в Тибет двадцатью годами позже, но школа Кагью уже не была к тому времени главной школой тибетского буддизма.